# جيمي دان كونر
جيمي دان كونر (بالإنجليزية: Jimmy Dan Conner)‏ (20 مارس 1953 بلورنس في الولايات المتحدة - ) هو لاعب كرة سلة أمريكي في مركز مدافع مسدد الهدف. لعب مع كنتاكي وايلدكاتس ‏.

## وصلات خارجية
- جيمي دان كونر على موقع سبورتس رفرنس (الإنجليزية)
- جيمي دان كونر على موقع كلية كرة السلة في سبورتس رفرنس.كوم (الإنجليزية)
- جيمي دان كونر على موقع ريلجم (الإنجليزية)
- جيمي دان كونر على موقع بروبوليرز (الإنجليزية)